# ألبرت دوبويه
ألبرت دوبويه هو ملحن بلجيكي، ولد في 1 مارس 1877 في فيرفييتوا في بلجيكا، وتوفي في 19 سبتمبر 1967 في بروكسل في بلجيكا.

## وصلات خارجية
- ألبرت دوبويه على موقع ميوزك برينز (الإنجليزية)